# Veroli Basket 2009-2010
Il Veroli Basket 2009-2010, sponsorizzato Prima, ha preso parte al campionato professionistico italiano di Legadue.
Gran parte dell'organico è rimasto inalterato rispetto alla stagione precedente. Le uniche differenze riguardano gli innesti di Rosselli (proveniente da Pistoia), di "Charlie" Foiera e Simeoli (entrambi dalla scomparsa Livorno) e l'italo-albanese Bushati (reduce da un anno tra Sassari e Trapani).
Dopo poche giornate Robinson si frattura un metatarso: in sua temporanea sostituzione viene ingaggiato Draper.

## Roster
| Giocatori |
| --------- |

|    | Naz.                                    | Ruolo | Sportivo         | Anno | Alt. | Peso |  |
| -- | --------------------------------------- | ----- | ---------------- | ---- | ---- | ---- |  |
| 5  | Stati Uniti (bandiera)                  | PG    | Dawan Robinson   | 1982 | 191  | 88   |  |
| 6  | Italia (bandiera)                       | P     | Marco Rossi      | 1981 | 185  | 82   |  |
| 7  | Italia (bandiera)                       | AC    | Ivan Gatto       | 1978 | 206  | 108  |  |
| 8  | Italia (bandiera)                       | A     | Stefano Simeoli  | 1986 | 201  | 99   |  |
| 9  | Italia (bandiera)                       | A     | Guido Rosselli   | 1983 | 198  | 100  |  |
| 10 | Italia (bandiera)                       | GA    | Sergio Plumari   | 1986 | 198  | 96   |  |
| 11 | Israele (bandiera) · Francia (bandiera) | GA    | Afik Nissim      | 1981 | 185  | 83   |  |
| 14 | Albania (bandiera) · Italia (bandiera)  | G     | Franko Bushati   | 1985 | 188  | 86   |  |
| 16 | Italia (bandiera)                       | C     | Francesco Foiera | 1975 | 207  | 103  |  |
| 20 | Stati Uniti (bandiera)                  | C     | Kyle Hines       | 1986 | 196  | 110  |  |

| Staff tecnico                   |
| ------------------------------- |
| Allenatore: Massimo Cancellieri |
| Assistente: Valeriano D'Orta    |

| Giocatori acquisiti a stagione in corso |
| --------------------------------------- |

|   | Naz.                   | Ruolo | Sportivo                      | Anno | Alt. | Peso |              |
| - | ---------------------- | ----- | ----------------------------- | ---- | ---- | ---- | ------------ |
| 8 | Stati Uniti (bandiera) | P     | Dontaye Draper dal 6 novembre | 1984 | 181  | 82   | mario gigena |

Legaduebasket: Dettaglio statistico